# Replay (televisione)

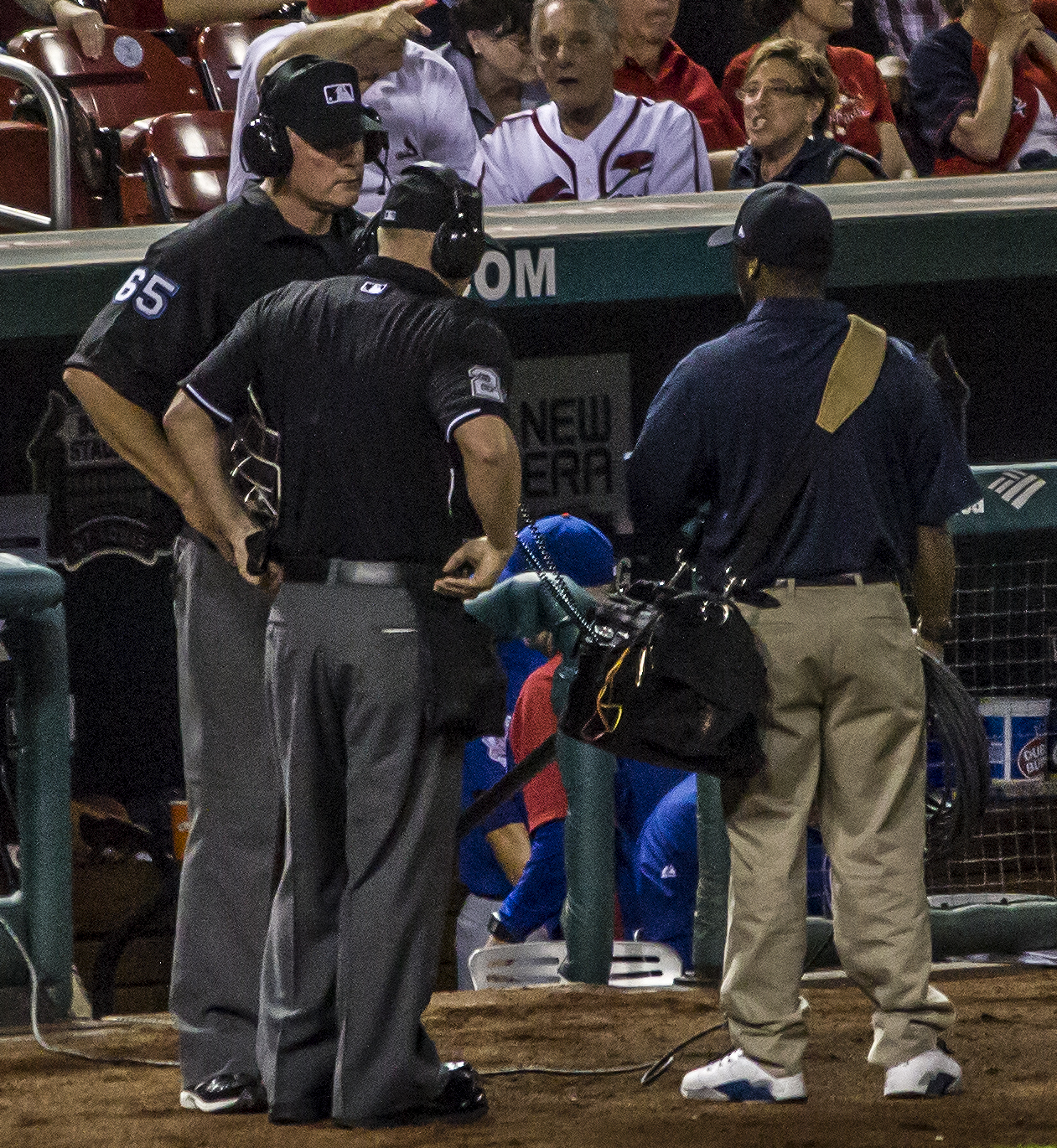
Arbitri di baseball in attesa di una decisione dopo la visione dell'instant replay

Il replay è una riproduzione video di qualcosa appena avvenuto, che viene ritrasmesso dopo essere stato mandato in onda poco prima durante una trasmissione televisiva in diretta. Il video viene riprodotto per permettere agli spettatori di vederlo ancora e analizzare o apprezzare meglio quello che è appena accaduto. Il replay è usato soprattutto in campo sportivo, per le azioni più importanti o emozionanti, ma è usato anche in altri campi della televisione dal vivo.
Alcuni sport prevedono che le decisioni arbitrali, nel caso di azioni controverse, possano essere facilitate dalla visione del replay direttamente in campo da parte degli arbitri; in questo caso si parla di instant replay, neologismo entrato più recentemente nell'italiano.

## Storia
Un primo tentativo di replay si ebbe in Canada. Durante una Hockey Night in Canada del 1955 trasmessa sulla CBC Television, il produttore George Retzlaff usò un replay "wet-film" (cinescopio), che fu mandato in onda diversi minuti dopo. Le videocassette furono introdotte nel 1956 con il sistema 2 pollici Quadruplex della Ampex. Tuttavia, non era in grado di visualizzare scene rallentate, replay o fermo immagine, ed era complicato riavvolgere e settare dei punti particolari. 
Il regista di CBS Sports Tony Verna inventò un sistema per permettere a un normale registratore per videocassette di effettuare dei replay "istantaneamente" il 7 dicembre 1963 nel corso della copertura televisiva della partita Army–Navy. La macchina per il replay pesava poco meno di 600 kg A causa di qualche inconveniente tecnico, l'unico replay trasmesso fu il touchdown di Rollie Stichweh, che fu ri-trasmesso a velocità normale, con il commentatore Lindsey Nelson che avvisava gli spettatori in questo modo:
Il replay da registrazione analogica su memoria venne provato dalla CBS nel 1965, e commercializzato nel 1967 dall'Ampex HS-100, che aveva una portata di 30 secondi e la possibilità di effettuare fermo immagine.
Il replay è considerato uno dei fattori principali dello sviluppo del football americano televisivo, nonostante fosse popolare nella televisione anche precedentemente. Mentre una telecamera era montata per mostrare tutto il gioco mentre si svolgeva dal vivo, altre telecamere, che erano collegate a un registratore separato, effettuavano dei primi piani dei giocatori. Entro pochi secondi da una giocata cruciale, la macchina era in grado di trasmettere il replay dell'azione da diverse angolature, ravvicinate e al rallentatore.